# Рассимов, Иван
Иван Рассимов (итал. Ivan Rassimov; род. 7 мая 1938, Триест, Королевство Италия — ум. 14 марта 2003, Рим, Лацио, Италия) — итальянский актёр сербского происхождения. Наиболее известен благодаря ролям в жанровом кино: спагетти-вестернах, джалло, еврокрайм, триллерах и фильмах о каннибалах. Старший брат актрисы Рады Рассимов.

## Биография
Иван Джерасимович родился 7 мая 1938 года в Триесте в сербской семье Велимира Джерасимовича и Веры Петриевич, которые переехали в Италию в год его рождения. У Ивана также была сестра Рада, впоследствии ставшая актрисой, и младший брат Милован (1945-2012), ставший преподавателем музыки.
Изучал актёрское мастерство в университете Триеста, выступал в местном театре. После службы в армии, в 1960-х годах переехал в Рим, где начал активно искать работу в кино. Так как в те годы итальянский кинематограф начал производить фильмы на экспорт, в том числе на американский рынок, под давлением продюсеров Иван взял себе американизированный псевдоним Шон Тодд, а впоследствии снимался под именем Иван Рассимов.
Одной из первых работ в кино для актёра стала роль вавилонского сановника в эпическом фильме Джона Хьюстона «Библия»; однако при монтаже большая часть сцен с его персонажем была вырезана, а из-за контрактных обязательств Иван упустил возможность сняться у Федерико Феллини в драме «Джульетта и духи». Тем не менее, уже в начале творческого пути Рассимов заработал репутацию серьёзного профессионального актёра: коллеги по цеху прозвали его Иваном Грозным (итал. Ivan il terrible) за его суровое лицо и предельную сосредоточенность на съёмочной площадке.
В 1973 году Иван сыграл заглавного героя в еврокрайм-фильме «Как можно быть таким ублюдком, инспектор Клифф?» режиссёра Массимо Далламано. Критики и зрители тепло отзывались об актёрской игре Рассимова и часто отмечали его сходство с американским актёром Клинтом Иствудом.
Определённую известность Рассимову принесли съёмки в трёх о каннибалах: «Человек с глубокой реки» и «Съеденные заживо» Умберто Ленци, и «Ад каннибалов 3» Руджеро Деодато. По словам актёра, ему не нравились сцены в которых подвергали насилию животных, а также он был удивлён большой популярности этого жанра в Европе. Умберто Ленци отмечал, что Рассимов прекрасно сыграл роль антагониста в «Съеденных заживо», религиозно-экзальтированного проповедника-садиста, и сокрушался по поводу того, что Деодато использовал имя актёра для раскрутки своего фильма.
В 1980-х карьера Ивана Рассимова начала идти на спад. В 1981 году Рассимов должен был сыграть роль доктора Харриса в «Седьмых вратах ада», очередном фильме-джалло Лучо Фульчи, однако был заменён на другого актёра.
В 1987 Рассимов ушёл из мира кино, поскольку в итальянском кинематографе начался кризис производства приключенческих фильмов и триллеров, в которых он часто снимался. После завершения карьеры актёра и вплоть до самой смерти Рассимов работал над фотокомиксами для Lancio, крупнейшего издательства в Италии. Некоторое время Ивану приходили предложения о съёмках, однако он лишь вежливо отказывался.
Последним появлением Рассимова на экранах стала роль начальника КГБ в нескольких эпизодах мини-сериала «Appuntamento a Trieste» режиссёра Бруно Маттеи, снятого по роману писателя Джорджо Щербаненко.
Умер 14 марта 2003 года в Риме.

## Личная жизнь и семья
В начале карьеры у Ивана Рассимова был роман с испанской певицей и актрисой Сарой Монтьель, с которой он около года прожили вместе в Испании.
Супругой Рассимова стала гречанка Эфи Мелесси, с которой актёр прожил более двадцати лет. В браке у пары родилась дочь Александра.

## Упоминания в культуре
- В готическом фильме ужасов Серджо Гарроне «Любители монстров» (итал. Le amanti del mostro) 1974 года, упоминается безумный учёный Иван Рассимов (также в одной из сцен показано могильное надгробие с этим именем). Это является дружеской шуткой со стороны Гарроне по отношении к Рассимову, который снимался в его фильмах в начале актёрской карьеры[14].

## Фильмография
| Год  |   | Русское название                                | Оригинальное название                                      | Роль                        |
| ---- | - | ----------------------------------------------- | ---------------------------------------------------------- | --------------------------- |
| 1963 | ф | Клеопатра                                       | Cleopatra                                                  | египтянин                   |
| 1964 | ф | Суперограбление в Милане                        | Super rapina a Milano                                      | один из грабителей          |
| 1965 | ф | Планета вампиров                                | Terrore nello spazio                                       | Картер, астронавт           |
| 1966 | ф | Ведьма                                          | La strega in amore                                         | библиотекарь                |
| 1966 | ф | Человек наполовину                              | Un uomo a metà                                             | молодой человек в парке     |
| 1966 | ф | Библия                                          | The Bible: In the Beginning                                | сановник из Вавилона        |
| 1967 | ф | Не медли, Джанго… стреляй!                      | Non aspettare Django, spara                                | Джанго                      |
| 1968 | ф | Подлецы не молят о пощаде                       | I vigliacchi non pregano                                   | шериф Дэниел Баллард        |
| 1969 | ф | Семь красных беретов                            | Sette baschi rossi                                         | Ален Карре                  |
| 1971 | ф | Странный порок госпожи Уорд                     | Lo strano vizio della Signora Wardh                        | Жан                         |
| 1971 | ф | Месть — это блюдо, которое подают холодным      | La vendetta è un piatto che si serve freddo                | судья Перкинс               |
| 1972 | ф | Все оттенки тьмы                                | Tutti i colori del buio                                    | Марк Коган                  |
| 1972 | ф | Человек с глубокой реки                         | The Man from the Deep River                                | Джон Брэдли                 |
| 1972 | ф | Глаз чёрного кота                               | Il tuo vizio è una stanza chiusa e solo io ne ho la chiave | Уолтер                      |
| 1973 | ф | Как можно быть таким ублюдком, инспектор Клифф? | Si può essere più bastardi dell'ispettore Cliff?           | инспектор Клифф Хойст       |
| 1974 | ф | Спазм                                           | Spasmo                                                     | Фриц Бауман                 |
| 1975 | ф | Морской волк                                    | Il lupo dei mari                                           | капитан Смерть Ларсен       |
| 1976 | ф | Рим полный насилия                              | Roma a mano armata                                         | Антонио «Тони» Паренцо      |
| 1977 | ф | Ад каннибалов 3                                 | Ultimo mondo cannibale                                     | Рольф                       |
| 1977 | ф | Шок                                             | Schock                                                     | врач-психиатр Альдо Спидини |
| 1979 | ф | Гуманоид                                        | L'Umanoide                                                 | лорд Граал                  |
| 1980 | ф | Съеденные заживо                                | Mangiati vivi                                              | Джонас Мелвин               |
| 1981 | ф | Чао, неприятель                                 | Ciao nemico                                                | рядовой Расс Бакстер        |
| 1983 | ф | Хищники Атлантиды                               | I predatori di Atlantide                                   | Билл Кук                    |
| 1986 | ф | Отсчёт тел                                      | Body Count / Camping del Terrore                           | помощник шерифа Тед Барнс   |
| 1989 | с | Встреча в Триесте                               | Appuntamento a Trieste                                     | Деников, шеф КГБ            |